# Paul Sherwen
John William Paul Sherwen (* 7. Juni 1956 in Widnes; † 2. Dezember 2018 in Kampala) war ein britischer Radsportkommentator und ehemaliger Radrennfahrer.

## Sportliche Laufbahn
Paul Sherwen wurde im britischen Widnes geboren und wuchs in Kenia auf, wo sein Vater ein Unternehmen zur Produktion von Dünger, Farben und Insektizide betrieb. Seine sportliche Laufbahn begann er als Schwimmer; so wurde er Zweiter der kenianischen Meisterschaft der unter 14-Jährigen. Als er 14 Jahre alt war, kehrte die Familie nach Großbritannien zurück, und die Elten ließen sich scheiden. Sherwen sagte später, diese Veränderungen in seiner Kindheit hätten ihn höchst anpassungsfähig gemacht, was ihm in seinem späteren Leben als Profiradsportler und Sportkommentator geholfen hätte.
Mit 16 Jahren begann Sherwen mit dem Radsport, 1976 belegte er bei den britischen Meisterschaften Platz sechs im Straßenrennen. Ebenfalls 1976 gewann er das Rennen Isle of Man International (auch Manx Trophy), das damals das bedeutendste internationale Amateurrennen in Großbritannien war. 1976 und 1977 siegte er im Eintagesrennen Archer Grand Prix.
1977 verließ er die Universität Manchester mit einem Abschluss in Papiertechnologie. Er wurde vom Athletic Club de Boulogne-Billancourt (ACBB) eingeladen, in Frankreich Rennen zu fahren und gehörte damit zu den ersten Briten, die auf dem Kontinent Rennen bestritten und als „Foreign Legion“ bezeichnet wurden. Zu dieser „Legion“ von britischen Fahrern, die ebenfalls als Amateur beim ACBB ihre Laufbahn begannen, gehörten auch Seamus Elliott, Stephen Roche, Phil Anderson und Robert Millar.
1978 erhielt Sherwen einen Vertrag beim Fiat-Radsportteam unter Sportdirektor Raphaël Géminiani. 1980 wechselte er zu La Redoute-Motobécane. Obwohl er nie ein Star wurde, sondern eine Funktion als Domestik erfüllte, sei er wichtig für die Moral seines Teams gewesen, da er in einer Umgebung, die von Misstrauen geprägt sei, offen und optimistisch gewesen sei und mehrere Sprachen – neben Englisch Französisch und Swahili – beherrscht habe, so sein späterer Kollege beim Fernsehen, Phil Liggett. 1980 belegte er bei Mailand–Sanremo Platz 11 und bei Paris–Roubaix 1984 Platz 15. Im Jahr 1981 gewann er die Tour du Hainaut Occidentale, 1982 eine Etappe der Tour Méditerranéen und 1983 eine Etappe von 4 Jours de Dunkerque. 1986, als er schon als Radioreporter bei Channel 4 tätig war, gewann er die British National Circuit Race championship, im Jahr darauf beendete er seine Radsportlaufbahn, nachdem er britischer Meister im Straßenrennen geworden war.
Sieben Mal startete Paul Sherwen bei der Tour de France und kam fünf Mal in Paris an. Mehrfach war er, der für seine Leidensfähigkeit besonders am Berg bekannt war, von einem Ausschluss wegen Überschreitung des Zeitlimits bedroht. Bei seiner letzten Tourteilnahme im Jahre 1985 stürzte er auf der elften Etappe nach einem Kilometer, nachdem er versucht hatte, seinen Mannschaftskameraden Jérôme Simon, der nach einem Zusammenstoß mit einem weiteren Fahrer ins Taumeln geraten war, am Trikot festzuhalten. Trotz starker Schmerzen fuhr er die Etappe zu Ende und kam mit einem Abstand von 63 Minuten auf den Vorletzten als Letzter ins Ziel. Obwohl er außerhalb des Zeitlimits im Ziel eingetroffen war, konnte sein Teammanager Albert Bouvet die Tour-Organisatoren überzeugen, Sherwen im Rennen zu belassen. Er wurde 141. von 144 Fahrern in der Gesamtwertung.

## Berufliches
1986 begann Paul Sherwen als Radsportkommentator bei Channel 4, der als erster Sender in Großbritannien tägliche Berichte von der Tour de France zeigte. Die Initiative dazu ging von dem Sportreporter Phil Liggett aus, mit dem gemeinsam er die Tour auch für den US-amerikanischen Sender NBC sowie für den australischen Sender SBS kommentierte. „Phil and Paul“ bildeten 33 Jahre lang ein beliebtes Kommentatorenteam. Während Liggett mehr für die atmosphärische Kommentierung zuständig war, erläuterte Sherwen Radsportaspekte wie etwa Taktik und korrigierte mitunter die fachlichen Fehler von Liggett. Die beiden fielen sich fast nie gegenseitig ins Wort: Wenn er sprechen wollte, drückte Liggett Sherwens Knie, umgekehrt hob Sherwen einen Finger in die Luft. Sherwen war zudem zeitweilig als Sportlicher Leiter von Raleigh Banana und als Pressesprecher von Motorola tätig.
1996 kehrte Sherwen nach Afrika zurück, ließ sich mit seiner Familie in Uganda nieder und pendelte zu seinen Radsportverpflichtungen. Er pachtete die Busitema Goldmine im Osten des Landes, weitere Anteilseigner waren Liggett und Lance Armstrong. Er wurde Vorsitzender der ugandischen Chamber of Mines. Zudem engagierte er sich für die Wohltätigkeitsorganisation Bicycles for Humanity, die sich dafür einsetzt, dass Fahrräder erschwinglich sind und ein Netzwerk von 200 Fahrradläden in Afrika aufgebaut hat, und war Vorsitzender der Ugandan Conservation Foundation zum Schutz von Nationalparks und Wildtieren.
Sherwen starb im Dezember 2018 im Alter von 62 Jahren im Kampala an einem Herzinfarkt.

## Erfolge
1981
- Tour du Hainaut Occidentale

1982
- eine Etappe Tour Méditerranéen

1983
- eine Etappe 4 Jours de Dunkerque

1987
- Britischer Meister – Straßenrennen

## Grand-Tour-Platzierungen
| Grand Tour         | 1978 | 1979 | 1980 | 1981 | 1982 | 1983 | 1984 | 1985 |
| ------------------ | ---- | ---- | ---- | ---- | ---- | ---- | ---- | ---- |
| Tour de FranceTour | 70   | 81   | DNF  | DNF  | 111  | –    | 116  | 141  |

## Teams
- 1978–1979 Fiat
- 1980–1983 La Redoute-Motobécane
- 1984 La Redoute
- 1985 La Redoute-Cycles MBK